# Neculai Roșca Codreanu

Inaugurarea statuii marelui filantrop bârlădean Neculai Roșca Codreanu în anul 1908.

Neculai Roșca Codreanu (n. 1808, Dealu Mare – d. 1854, Bârlad) a fost un boier filantrop moldovean.

## Biografie
Neculai Roșca Codreanu a fost al doilea fiu al spătarului Ioan Roșca Codreanu și al Ecaterinei Jora. Urmând exemplul fratelui său Gheorghe Roșca Codreanu, care își lăsase averea pentru înființarea unei școli cu predare în limba latină, în 1854 el își lasă averea pentru înființarea primei școli de fete din Bârlad. Conform dorinței sale, instituția avea să se numească „Școala lui Neculai Roșca Codrianul” și trebuia să asigure educație pentru „15 copile române de nație de ori ce stare și treaptă, dar care ar ave trebuință de un asemenea ajutoriu”, iar elevele vor purta titulatura de „Stependistele Institutului Codrianu”.

## In memoriam
În anul 1908 a fost dezvelită în Bârlad statuia lui Neculai Roșca Codreanu. Acest monument este pe lista monumentelor istorice din România cu codul LMI: VS-IV-m-B-06904.